# Макросс-хаус
Макросс Хаус (ирл. Theach Mhucrois) — музей-усадьба в 6 км от города Килларни, графство Керри, Ирландия. Представляет собой особняк середины XIX века, расположенный в центре Национального парка Килларни. Поместье, являющееся одной из достопримечательностей Ирландии, ежегодно посещает свыше 250 тысяч человек.

## История
Здание было построено для Генри Артур Герберта и его жены, акварелистки Бэлфор Мэри Герберт. Проект выполнил известный шотландский архитектор Уильям Берн. Строительство началось в 1839 году и завершилось в 1843 году. Изначально владельцы хотели соорудить больший дом, чем тот, что нынче предстаёт перед посетителями. Но по просьбе Мэри размеры постройки были уменьшены, и сегодня в здании 45 комнат. Парадные залы обставлены в стиле Тюдор. В комнатах второго этажа можно увидеть повседневную обстановку, а в подвале — кухню и подсобные помещения.

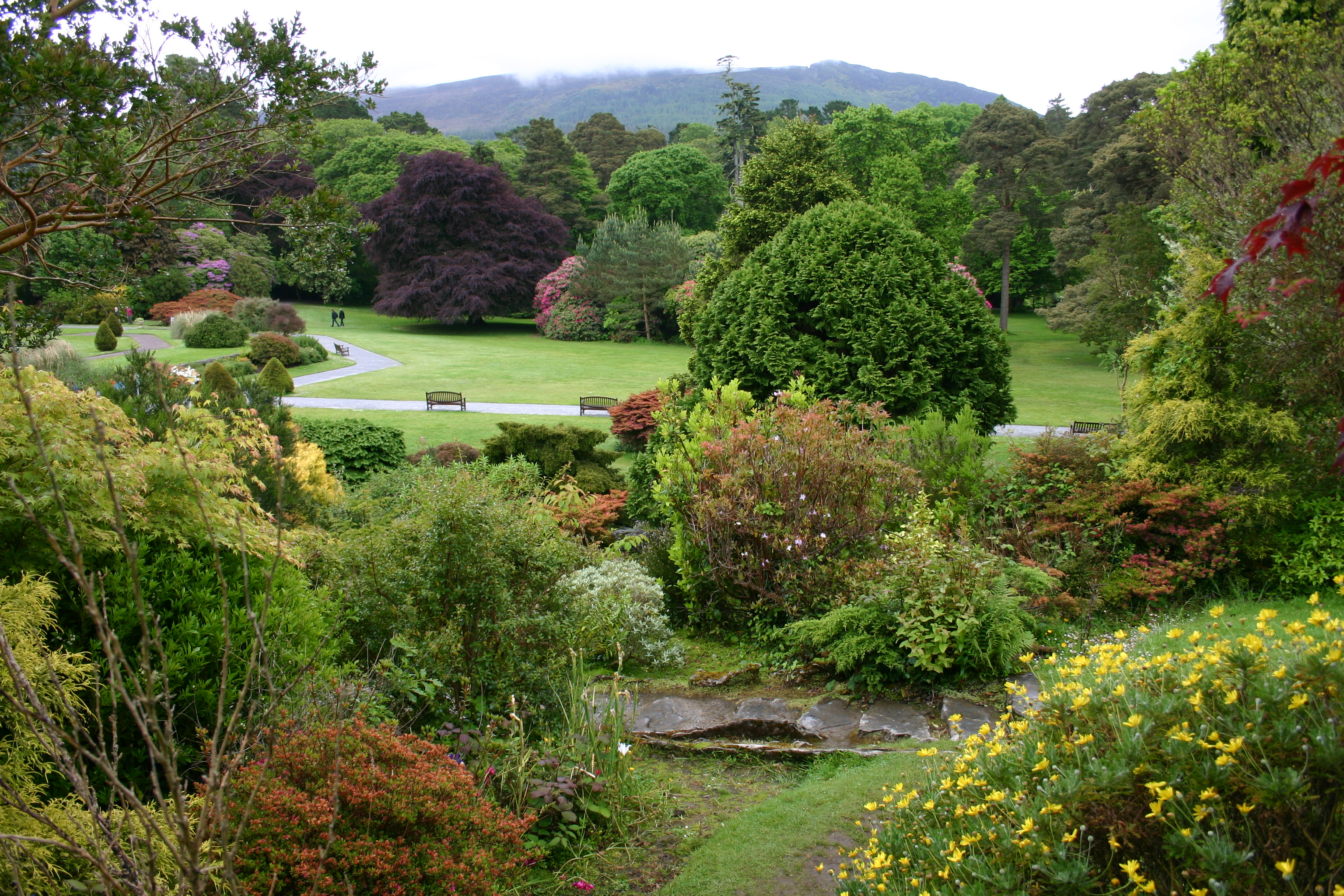
Сад около особняка

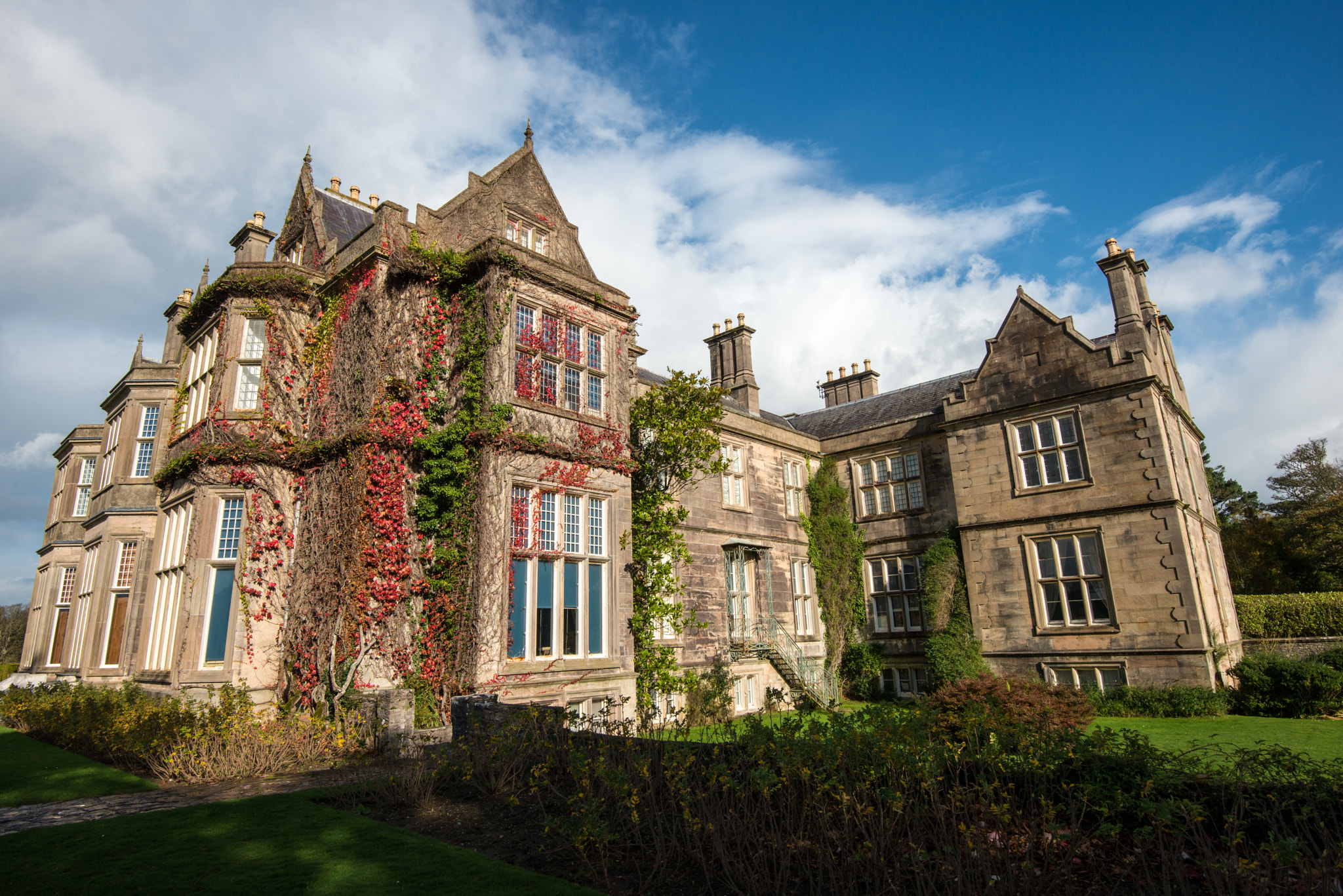
Макросс Хаус

В 1861 году усадьбу посетила английская королева Виктория. Подготовка к этому визиту продолжалась 10 лет. После визита королевы у семьи Гербертов возникли финансовые проблемы, и в 1899 году они были вынуждены продать усадьбу семейству Гиннесов. В 1910 году дом в качестве свадебного подарка для дочери Мод и зятя Артура Винсента приобретает богатый американец Уильям Борн. После преждевременной смерти Мод в 1932 году её муж и родители передали дом и имущество в дар ирландской нации.
Дом долгое время пустовал и медленно разрушался. Лишь в середине 1960-х годов, после длительной реставрации, усадьба была открыта для посетителей.
В 1850-х годах здесь был разбит сад, где с апреля по июль цветут красные и розовые рододендроны. В 1972 году в Макросс Хаус был открыт дендрарий с деревьями из южного полушария.
Неподалёку от дома находится ферма Макросс, построенная по образцу 1933 года, где можно познакомиться с ирландским укладом сельской жизни. Туристы могут побывать в жилом коттедже, мастерской плотника, шорника, в кузнице. Интерьеры жилого дома обставлены в традиционной стиле, и включают в себя такие предметы, как буфет и кровать-рундук.
Каждый год на Ферме проводится Фестиваль культуры Керри, состоящий из серии семинаров, предназначенных для учащихся начальной школы.